# Pessoas transgênero nos esportes
A participação de pessoas transgênero nos esportes competitivos, uma instituição tradicionalmente segregada por sexo, é uma questão controversa, especialmente a inclusão de mulheres e meninas transgêntero nos esportes femininos.
Os opositores argumentam que mulheres transgênero possuem uma vantagem injusta sobre mulheres cisgênero e podem representar um risco a elas em competições esportivas devido às diferenças sexuais na fisiologia humana, afirmando que essas diferenças não são suficientemente revertidas por terapias hormonais transgênero. Já os defensores dos atletas transgênero sustentam que os bloqueadores da puberdade prescritos medicamente e o estrogênio reduzem os níveis de testosterona e a massa muscular das mulheres trans, diminuindo possíveis vantagens competitivas. Os apoiadores também destacam que o esporte, especialmente na juventude, está relacionado ao senso de pertencimento, bem-estar e socialização dos jovens. A Associação Médica Americana afirma que legislações que proíbem mulheres trans de participar de esportes femininos prejudicam a saúde mental de pessoas transgênero.
A controvérsia gerou debates sobre a verificação de sexo nos esportes [en]. Desde meados do século XX, instituições esportivas têm respondido à participação de mulheres transgênero e de mulheres suspeitas de serem transgênero, masculinas ou intersexo ao adicionar requisitos de elegibilidade para os esportes femininos, determinados por exames físicos, cromossomos sexuais e hormônios sexuais. Os defensores dessas regulamentações as consideram necessárias para garantir uma competição justa e a segurança das mulheres. Por outro lado, os críticos apontam que tais regras são infundadas, degradantes, misóginas, discriminatórias contra mulheres transgênero e intersexo, afetam desproporcionalmente mulheres de cor, e violam a ética médica e os direitos humanos.
Tradicionalmente, os critérios de inclusão nos esportes femininos têm sido definidos por entidades esportivas individuais em níveis nacional e internacional. Nos Estados Unidos, o  movimento anti-LGBT que surgiu no início da década de 2020 levou alguns estados a aprovarem legislações que restringem a participação de jovens transgênero em esportes escolares ou de mulheres e meninas trans nos esportes femininos. Diversos órgãos internacionais, como a World Athletics, a World Aquatics e a World Rugby, restringiram a participação de mulheres trans que passaram pela puberdade masculina na categoria feminina.

## História de atletas transgênero em competições
Historicamente, o esporte tem sido considerado um domínio masculino. A percepção masculina do esporte começou a ser suavizada com o surgimento dos esportes femininos e foi ainda mais desafiada com a aceitação gradual de atletas gays [en]. Uma terceira ruptura com a tradição ocorreu com a emergência de atletas transgênero, muitos dos quais questionam as normas binárias de gênero, culturalmente aceitas, de masculino e feminino.

### Renée Richards
Uma das primeiras atletas transgênero de destaque foi a tenista Renée Richards. Já uma promissora jogadora no circuito masculino, Richards passou por terapia de redesignação sexual em 1975 e começou a competir em torneios femininos um ano depois. Sua descoberta e a consequente circo midiático geraram protestos. Após aceitar um convite para um torneio de aquecimento para o US Open, a Associação de Tênis Feminino (WTA) e a Associação de Tênis dos Estados Unidos (USTA) retiraram seu apoio, e 25 das 32 mulheres inscritas abandonaram o torneio.
Como resultado, a USTA e a WTA introduziram o teste de corpo de Barr, que identifica os cromossomos sexuais de uma pessoa. Richards recusou-se a realizar o teste e foi banida do US Open. Em 1977, ela entrou com uma ação judicial, alegando que seus direitos civis foram violados e que a política era injusta. A Suprema Corte de Nova York [en] decidiu a seu favor, considerando que o teste de corpo de Barr como único determinante de sexo era "grosseiramente injusto" e declarou Richards legalmente mulher. Ela então competiu no US Open de 1977 aos 43 anos, alcançando a final de duplas, e se aposentou quatro anos depois. Na época, a decisão no caso de Richards não resultou em mudanças significativas fora do tênis.

### Lia Thomas

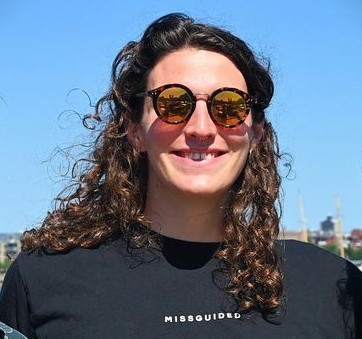
Lia Thomas competiu pela equipe masculina de natação da Universidade da Pensilvânia e, posteriormente, pela equipe feminina

Desde 2021, a mídia tem dado ampla cobertura à estudante da Universidade da Pensilvânia Lia Thomas, que nadou pela equipe masculina em 2018–2019 e pela equipe feminina em 2021. O jornal The Washington Post escreveu que Thomas estava "quebrando recordes". Em dezembro de 2021, a oficial da USA Swimming Cynthia Millen renunciou em protesto, por acreditar que Thomas tinha uma vantagem injusta sobre suas competidoras. Em fevereiro de 2022, a CNN descreveu Thomas como "o rosto do debate sobre mulheres transgênero nos esportes". Em março de 2022, ela se tornou a primeira atleta abertamente transgênero a vencer um campeonato nacional da NCAA Divisão I [en] em qualquer esporte, ao conquistar o evento de 500 jardas livre feminino.
Thomas perdeu massa muscular e força devido à supressão de testosterona e à terapia de reposição hormonal. Seu tempo na prova de 500 jardas livre é mais de 15 segundos inferior aos seus melhores tempos antes da transição médica. Seu tempo vencedor de 4:33.24 ficou 9,18 segundos abaixo do recorde da NCAA de Katie Ledecky, que é de 4:24.06. Em outras provas, Thomas foi superada por várias mulheres cisgênero e por Iszac Henig [en], um homem transgênero que não utiliza hormônios. Segundo o Swimming World, ao final de sua carreira na Universidade da Pensilvânia em 2022, Thomas passou da 65ª posição na equipe masculina para a 1ª na equipe feminina na prova de 500 jardas livre, e da 554ª na equipe masculina para a 5ª na equipe feminina na prova de 200 jardas livre.

### Olimpíadas
Em 2003, um comitê convocado pela Comissão Médica do Comitê Olímpico Internacional (COI) elaborou novas diretrizes para atletas que passaram por redesignação de gênero. O relatório listou três condições para participação. Primeiro, os atletas deveriam ter realizado cirurgia de redesignação sexual, incluindo alterações na genitália externa e gonadectomia. Segundo, deveriam apresentar reconhecimento legal de seu gênero. Terceiro, deveriam ter passado por terapia hormonal transgênero por um período adequado antes da participação, sendo dois anos o tempo sugerido. Foi somente em 2004 que o COI permitiu a participação de atletas transgênero nos Jogos Olímpicos.
Em 2015, o COI modificou essas diretrizes, reconhecendo que o reconhecimento legal do gênero poderia ser difícil em países onde a transição de gênero não é legal e que exigir cirurgia em indivíduos saudáveis "pode ser inconsistente com a legislação em desenvolvimento e noções de direitos humanos". As novas diretrizes exigem apenas que atletas mulheres trans declarem seu gênero e não alterem essa declaração por quatro anos, além de demonstrarem um nível de testosterona inferior a 10 nanomoles por litro por pelo menos um ano antes da competição e durante todo o período de elegibilidade. Atletas que fizeram a transição de mulher para homem foram autorizados a competir sem restrições. Essas diretrizes estavam em vigor para os Jogos Olímpicos do Rio de 2016, embora nenhum atleta abertamente transgênero tenha competido.
Em 2021, o COI aprovou a participação de Laurel Hubbard, uma mulher trans, nos Jogos Olímpicos de Verão de 2020 no levantamento de peso. Hubbard tornou-se a primeira mulher trans abertamente assumida a competir nas Olimpíadas; ela não completou seus levantamentos e não ganhou medalhas. Katelyn Burns, colunista de opinião da MSNBC, sugeriu que o desempenho de Hubbard demonstra que atletas transgênero nem sempre vencem. Hubbard competiu com o apoio de seus colegas olímpicos. A levantadora de peso australiana Charisma Amoe-Tarrant declarou: "Tenho muito respeito por ela e desejo a ela e aos outros levantadores o melhor, esperando que possamos nos reunir e aproveitar as Olimpíadas, pois estas estão bem diferentes das anteriores. Já competi com ela antes e sempre tivemos boas conversas, só desejo o melhor para ela."

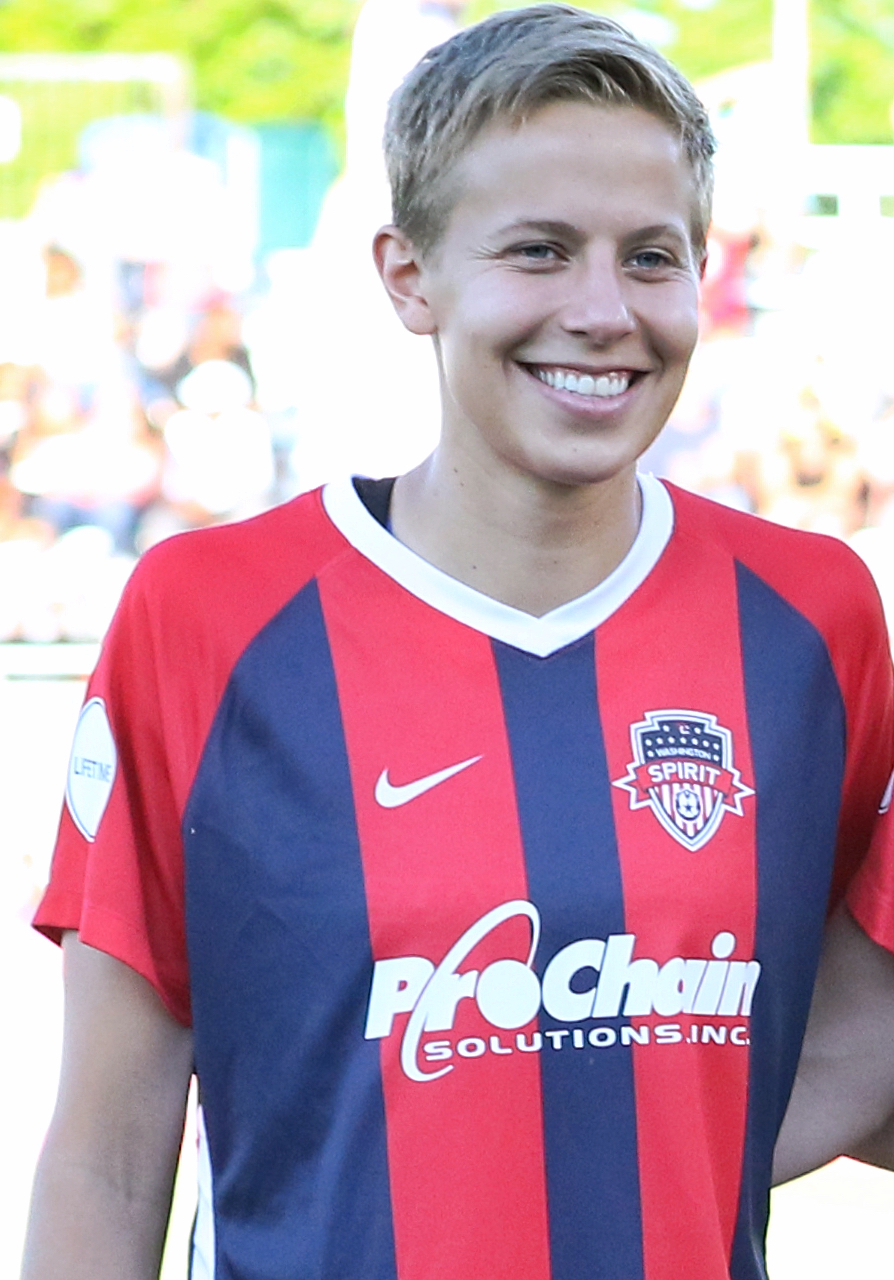
Em 2021, o jogador de futebol canadense não binário Quinn foi um dos primeiros atletas transgênero nas Olimpíadas e o primeiro a conquistar uma medalha e ouro

 Em 21 de julho de 2021, nos mesmos Jogos, o jogador de futebol canadense Quinn tornou-se a primeira pessoa transgênero não binária a competir e ganhar uma medalha nas Olimpíadas, jogando pela equipe feminina de futebol do Canadá. Nos Jogos Olímpicos de Verão de 2020, Quinn tornou-se o primeiro olímpico transgênero assumido a conquistar uma medalha e uma de ouro. Alana Smith [en], uma skatista não binária, representou os Estados Unidos nas semifinais de skate de rua feminino dos Jogos Olímpicos de Verão de 2020.
Em novembro de 2021, o COI emitiu um quadro não juridicamente vinculativo que foca em dez princípios de inclusão: "prevenção de danos, não discriminação, justiça, ausência de presunção de vantagem, abordagem baseada em evidências, primazia da saúde e autonomia corporal, abordagem centrada nas partes interessadas, direito à privacidade e revisões periódicas". As novas diretrizes foram descritas como uma flexibilização das regras que dificultam a participação de atletas transgênero e intersexo nos esportes olímpicos, com a aplicação de regras específicas de cada esporte regendo a inclusão.
Em 18 de fevereiro de 2022, Timothy LeDuc tornou-se o primeiro atleta abertamente não binário a competir nos Jogos Olímpicos de Inverno em Pequim. Eles competiram na patinação artística em duplas ao lado de sua parceira Ashley Cain-Gribble pela Equipe EUA.

### Outros
Em 1996, as Iron Ladies, uma equipe masculina de vôlei composta por homens gays e mulheres transgênero da Tailândia, venceram o campeonato nacional. As Iron Ladies não foram autorizadas a integrar a equipe nacional de vôlei da Tailândia devido à forma como se vestiam.
A primeira pessoa transgênero abertamente assumida a integrar uma equipe nacional dos EUA foi Chris Mosier [en], que em 2016 se qualificou para o Team USA em duatlo. Mosier é considerado o catalisador da mudança na política do COI sobre atletas transgênero em 2015, quando desafiou a política após ser inicialmente banido do campeonato mundial. Mosier também se tornou o primeiro atleta transgênero conhecido a competir nas seletivas olímpicas no gênero com o qual se identifica, e o primeiro homem trans a participar de uma seletiva olímpica masculina, ao competir em janeiro de 2020 nas seletivas do Team USA no evento de marcha atlética de 50 km.
Em 2017, Mack Beggs, um adolescente do Texas, foi obrigado a lutar contra meninas durante a temporada de sua transição de mulher para homem até o campeonato estadual, apesar de querer competir contra meninos. Isso ocorreu devido às regulamentações esportivas estaduais que exigiam que os atletas competissem ao lado de atletas de seu sexo atribuído ao nascer. Alguns adversários afirmaram que a testosterona prescrita como parte de sua transição lhe dava uma vantagem injusta e tornava a competição insegura para as outras lutadoras. (Ele terminou a temporada regular com um recorde de 52-0 e venceu o campeonato estadual.)
Em outubro de 2018, Veronica Ivy (então conhecida como Rachel McKinnon) conquistou uma medalha de ouro no Campeonato Mundial de Ciclismo em Pista Masters em Los Angeles.
Em agosto de 2022, a USA Cycling, citando novas regulamentações sobre atletas trans, retirou retroativamente a medalha de prata da mulher trans Leia Genis, conquistada no Campeonato Nacional de Pista de 2022.
Em 2024, a equipe feminina de vôlei das San Jose State Spartans [en] (SJSU) ganhou atenção nacional devido à inclusão de uma jogadora transgênero e aos processos judiciais que tentaram declará-la inelegível. Esses processos foram movidos não apenas por jogadoras de outras equipes, mas também por uma colega de equipe da SJSU e uma treinadora. As equipes de vôlei das Southern Utah, Boise State [en], Wyoming, Utah State e Nevada cancelaram seus jogos contra a equipe, com as jogadoras de Nevada declarando que "se recusam a participar de qualquer partida que promova injustiça contra atletas femininas". A equipe de 2024 terminou com um recorde de 12-6, sendo 6 de suas vitórias obtidas por desistência.

## Testes
As organizações esportivas têm buscado um teste de verificação de sexo para garantir justiça em todos os esportes. Isso começou na década de 1940 com "certificados de feminilidade" fornecidos por médicos. Na década de 1960, inspeções visuais dos genitais foram usadas para confirmar o gênero, seguidas por análises cromossômicas para detectar a presença dos genes SRY e DYZ1, normalmente encontrados no cromossomo Y. Esses testes foram todos projetados para garantir que os atletas competissem apenas conforme seu sexo, mas resultaram principalmente na exclusão de atletas intersexo. Alguns defensores LGBTQ têm se referido às políticas de verificação de sexo como "inspeção genital" e "policiamento de gênero" de atletas femininas.
O primeiro teste de sexo obrigatório emitido pela Federação Internacional de Atletismo (IAAF), o órgão mundial que regula o atletismo, para atletas mulheres foi em julho de 1950, um mês antes do Campeonato Europeu na Bélgica. Todos os atletas foram testados em seus próprios países. Os testes de sexo nos próprios eventos começaram com a resposta do Campeonato Europeu de Atletismo de 1966 às suspeitas de que várias das melhores atletas da União Soviética e da Europa Oriental eram, na verdade, homens. Nas Olimpíadas, os testes foram introduzidos em 1968. Em alguns casos, essas políticas levaram atletas a passarem por cirurgias desnecessárias, como mutilação genital feminina e esterilização. Relatórios subsequentes mostraram que os testes podem causar danos psicológicos. A verificação de sexo — identificar atletas cujos níveis hormonais são anormais em comparação com outros de seu sexo suposto — pode provocar crises de identidade sexual, gerar reações humilhantes (públicas e privadas), isolar atletas socialmente e levar à depressão e, em alguns casos, ao suicídio.
Mais recentemente, os níveis de testosterona tornaram-se o foco e, ao mesmo tempo, novas diretrizes foram buscadas para permitir que atletas que fizeram a transição com sucesso competissem. Desde a proposta de 2003 para usar níveis de testosterona, organizações respeitadas, como o COI, adotaram políticas rigorosas que utilizam a testosterona como métrica para permitir que atletas femininas que fizeram a transição competissem. Diretrizes mais recentes focaram exclusivamente nos níveis de testosterona, como as atuais do COI, originalmente estabelecidas em novembro de 2015, que definem limites para os níveis de testosterona de atletas transgênero para que sejam permitidas nas categorias de competição feminina. A controvérsia em torno dos Jogos Olímpicos de Tóquio 2020 também girou em torno dos níveis de testosterona, especificamente sobre se as diretrizes do COI deveriam ser alteradas para estabelecer limites mais rigorosos, embora essa mudança proposta tenha sido amplamente debatida. O teste de testosterona como único marcador de atletismo tem sido questionado.
A maior visibilidade de mulheres trans nos esportes profissionais gerou debates sobre as políticas do COI. Muitos cientistas criticam as políticas devido a artigos publicados que mostram que pessoas que passaram pela puberdade masculina mantêm vantagens significativas mesmo após um ano de supressão de testosterona. Em julho de 2021, o diretor médico e científico do COI, Richard Budgett, afirmou que as diretrizes de 2015 estavam desatualizadas.
Em 2022, novas diretrizes foram lançadas. Segundo reportagem da Sports Illustrated, o novo quadro "coloca a responsabilidade de estabelecer diretrizes para a inclusão trans em cada esporte individual. Ele também conclui que os órgãos esportivos não devem presumir que mulheres transgênero têm uma vantagem inerente sobre mulheres cisgênero, nem que mulheres transgênero devam reduzir seus níveis de testosterona para competir". O quadro foi criticado por alguns especialistas médicos que trabalham para federações esportivas por ignorar a ciência sobre sexo, gênero e desempenho, levando a uma competição injusta. Eles sugeriram que regras baseadas em testosterona poderiam variar conforme o esporte e pediram ao COI que estabelecesse padrões para os esportes seguirem.

## Testosterona, capacidade atlética e riscos de lesões
As diferenças sexuais na fisiologia humana impactam o desempenho nos esportes. O debate sobre se e como mulheres transgênero deveriam competir em esportes femininos frequentemente gira em torno de elas terem uma vantagem injusta sobre mulheres cisgênero devido a níveis mais altos de testosterona e diferenças na distribuição de esqueleto, músculos e gordura. A testosterona regula várias funções no corpo, incluindo a manutenção da massa óssea e muscular.
Uma revisão sistemática de 2017 da literatura sobre participação esportiva e políticas de esportes competitivos relatou que não há evidências diretas ou abrangentes de que mulheres transgênero tenham uma vantagem atlética sobre suas contrapartes cisgênero em qualquer estágio da transição (por exemplo, hormônios cruzados ou cirurgia de redesignação sexual), devido à falta de pesquisas quantitativas sobre o tema; isso tornou "difícil tirar conclusões definitivas". Apenas um dos artigos na revisão sistemática considerou quaisquer atributos físicos. Um ensaio ampliado de 2018 analisou a regra atual do COI estabelecida em 2015 (testosterona abaixo de 10 nmol/L para mulheres trans) e concluiu que "a vantagem para mulheres trans oferecida pelas diretrizes do COI é uma injustiça intolerável", propondo abandonar as categorias masculino/feminino em favor de uma divisão mais nuançada.
Uma revisão da literatura de 2021 concluiu que, para mulheres trans, mesmo com a supressão de testosterona, "os dados mostram que força, massa corporal magra, tamanho muscular e densidade óssea são apenas trivialmente afetados. As reduções observadas em massa muscular, tamanho e força são muito pequenas em comparação com as diferenças basais entre homens e mulheres nessas variáveis, e assim, há grandes implicações de desempenho e segurança em esportes onde esses atributos são competitivamente significativos". Após 24 meses de supressão de testosterona, a massa óssea geralmente é preservada. A revisão afirma que nenhum estudo relatou perda muscular superior a 12% com supressão de testosterona, mesmo após três anos de terapia hormonal. A revisão constatou que mulheres trans estão entre os 10% superiores das mulheres em relação à massa corporal magra e possuem uma força de preensão 25% maior do que a maioria das mulheres. Eles sugerem que, em vez de diretrizes universais, cada federação esportiva individual decida como "equilibrar inclusão, segurança e justiça" devido às diferenças entre os esportes.
Uma revisão sistemática de 2021 encontrou diminuições significativas em medidas de força, massa corporal magra e área muscular após 12 meses de terapia hormonal, embora os valores permanecessem acima dos observados em mulheres cisgênero, mesmo após 36 meses, sugerindo que mulheres trans "podem reter vantagens de força sobre mulheres cisgênero". Os efeitos de terapias de maior duração não estavam claros devido à escassez de dados.
Um documento preliminar de 38 páginas do grupo de trabalho sobre transgêneros da World Rugby em 2020 reconheceu que jogadoras de rúgbi cisgênero, quando tackled (derrubadas) por uma jogadora que passou pela puberdade masculina, correm um risco significativamente maior de lesão. O grupo calculou que o risco aumentado de lesão para jogadoras típicas com características femininas, quando tackled por uma jogadora típica com características masculinas, estava entre 20 e 30%, podendo atingir "níveis duas vezes maiores" em casos extremos onde as jogadoras são excepcionalmente pequenas e grandes, respectivamente. Consequentemente, o documento propõe que, na ausência de evidências persuasivas em contrário, as diretrizes do Comitê Olímpico Internacional (COI) sobre uma redução mínima de testosterona por 12 meses "não são adequadas" no contexto do rúgbi. Essa medida foi criticada porque "não havia exemplos de mulheres transgênero causando lesões graves a mulheres cisgênero".

## Órgãos reguladores esportivos

### World Athletics
A partir de 31 de março de 2023, todos os atletas transgênero de masculino para feminino que passaram pela puberdade masculina foram excluídos das competições femininas do Ranking Mundial da World Athletics. Anteriormente, em outubro de 2019, a World Athletics permitia atletas trans com nível de testosterona limitado a 5 nmol/L.
De acordo com as regulamentações de outubro de 2019, para uma mulher trans competir na categoria feminina: "3.2.1 ela deve fornecer uma declaração escrita e assinada, em formato satisfatório para o Gerente Médico, de que sua identidade de gênero é feminina; 3.2.2 ela deve demonstrar, à satisfação do Painel de Especialistas (com base na balança de probabilidades), de acordo com a cláusula 4, que a concentração de testosterona em seu soro foi inferior a 5 nmol/L continuamente por pelo menos 12 meses; e 3.2.3 ela deve manter a concentração de testosterona sérica abaixo de 5 nmol/L enquanto desejar manter sua elegibilidade para competir na categoria feminina". A World Athletics também possui regras para atletas intersexo. Atletas DSD estarão sujeitos a regras específicas se tiverem cromossomos XY masculinos, testículos em vez de ovários, testosterona circulante dentro da faixa típica masculina (7,7 a 29,4 nmol/L) e forem sensíveis aos andrógenos, permitindo que seus corpos utilizem essa testosterona. A World Athletics exige que esses atletas reduzam seu nível de testosterona no sangue para 5 nmol/L ou menos por um período de seis meses antes de se tornarem elegíveis para eventos de corrida de pista de 400 metros até a milha em competições internacionais, embora a entidade permaneça aberta a estender isso a outros eventos com base em novos estudos científicos. Essas regras foram criadas para garantir uma competição justa na categoria feminina.

### Federação Internacional de Natação
Em junho de 2022, a Federação Internacional de Natação (FINA), organização que administra competições internacionais de esportes aquáticos, votou pela proibição de todos os atletas transgênero de competirem em natação profissional feminina, com exceção de atletas que "possam estabelecer, à satisfação confortável da FINA, que não experimentaram nenhuma parte da puberdade masculina além do Estágio 2 de Tanner (da puberdade) ou antes dos 12 anos, o que for mais tardio". A FINA também anunciou a criação de uma categoria "aberta" para nadadores transgênero competirem.

### World Rugby
A World Rugby, órgão regulador do esporte, lançou a "Diretriz Transgênero da World Rugby" em 2020. A diretriz é baseada na segurança dos jogadores e na vantagem de desempenho. As federações nacionais de rúgbi são encorajadas a usar a diretriz com flexibilidade para estabelecer regras domésticas. A Diretriz opera como política em todos os torneios da World Rugby.
A partir de 2022, mulheres transgênero não têm permissão para participar de eventos sancionados pela World Rugby. A entidade afirma que mulheres trans manteriam uma vantagem de desempenho e colocariam outros atletas em risco de lesão. Homens transgênero, independentemente de terem feito a transição antes ou depois da puberdade, podem jogar rúgbi masculino se fornecerem confirmação de que possuem capacidade física para garantir que não estejam se expondo a um risco inaceitável. Homens transgênero que iniciaram um processo de redesignação sexual que inclui suplementação com testosterona não podem jogar rúgbi feminino.

### Conselho Mundial de Boxe
Em uma entrevista exclusiva ao The Telegraph, o presidente do Conselho Mundial de Boxe (WBC), Mauricio Sulaiman, afirmou que o WBC proibiria lutadores trans de competirem contra lutadores cisgênero e, em vez disso, introduziria uma categoria separada para trans, na qual os atletas seriam divididos por seu gênero atribuído ao nascer. Sulaiman pediu que lutadores atuais que possam ser trans se apresentem e se registrem conforme necessário.

### Confederação Internacional de Pesca Esportiva
Em 2023, a Confederação Internacional de Pesca Esportiva implementou uma proibição de mulheres trans competirem na categoria feminina, citando uma suposta vantagem física na pesca. Essa decisão foi criticada por alguns como discriminatória, enquanto defensores críticos de gênero a saudaram como uma vitória para as futuras gerações.

### Federação Internacional de Xadrez
Em agosto de 2023, a Federação Internacional de Xadrez, ou FIDE, implementou uma proibição de mulheres trans jogarem xadrez em torneios oficiais femininos da FIDE, bem como em torneios que oferecem vagas de qualificação para a Copa do Mundo de Xadrez Feminino. Além disso, foram instituídas regras que retiram de homens trans quaisquer títulos femininos que possam ter conquistado enquanto competiam como mulheres.

### Associação Profissional de Golfe para Senhoras e Associação de Golfe dos Estados Unidos
Em dezembro de 2024, a Associação Profissional de Golfe para Senhoras (LPGA) e a Associação de Golfe dos Estados Unidos (USGA) publicaram novas políticas que determinam que, para competir como mulher em seus torneios, as jogadoras devem ter sido designadas como femininas ao nascer ou ter feito a transição para o gênero feminino antes de passar pela puberdade masculina. As políticas entram em vigor em 2025.

## Abordagens nacionais

### Canadá
As organizações esportivas canadenses devem cumprir a Lei Canadense de Direitos Humanos, que inclui identidade de gênero e expressão como bases proibidas para discriminação. Em 2016, o Centro Canadense para Ética no Esporte (CCES) publicou orientações sobre a inclusão e participação de pessoas trans em resposta a pedidos de informação de várias organizações esportivas nacionais e regionais. A orientação estabelece que, até que regras internacionais se apliquem, os atletas devem poder participar no gênero com o qual se identificam, sem serem submetidos a requisitos diferentes daqueles aplicados a atletas cisgênero, a menos que haja uma razão específica e legítima para tal exigência.
À medida que um atleta passa a competir sob regras internacionais, ele decidirá se competirá conforme essas regras. As organizações esportivas canadenses não devem considerar a decisão final do atleta ao selecionar representantes do Canadá em competições internacionais.
Algumas organizações esportivas, como viaSport, Ringette Canada e Gymnastics Canada, têm políticas alinhadas às orientações do CCES. A Rugby Canada respondeu às diretrizes da World Rugby reafirmando seu compromisso com a "Política de Inclusão Trans da Rugby Canada", alinhada às orientações do CCES.
Outras, como a Swimming Canada, não se alinharam completamente às orientações do CCES. Por exemplo, para nadar em eventos de seleção nacional, nadadores transgênero devem fornecer prova escrita de que são elegíveis para competições internacionais pela federação internacional de natação à Swimming Canada. A Canadian Women and Sport, grupo que defende o avanço de mulheres e meninas no esporte, não acredita que a inclusão de mulheres e meninas transgênero ameace esse progresso.
Pesquisas de opinião pública indicam que a maioria dos canadenses considera injusto que mulheres transgênero compitam em esportes femininos.

### Reino Unido
O UK Sport publicou orientações sobre inclusão transgênero em setembro de 2021, concluindo que não existe um modelo competitivo em que a inclusão de pessoas transgênero permita a coexistência de segurança e justiça. O Sports Council trabalhará com o Órgão Nacional Regulador (NGB) e o Órgão Regulador Escocês (SGB) para encontrar o resultado ideal sob um arcabouço que define as prioridades das entidades esportivas. O NGB e o SGB priorizarão igualmente a inclusão transgênero, a justiça e a segurança para desenvolver um modelo de tomada de decisão para seus esportes.
O UK Sport acredita que ainda não há evidências suficientes para provar que a supressão de testosterona por 12 meses alcança paridade de força, resistência e físico para mulheres transgênero em comparação com mulheres cisgênero. O UK Sport acredita que há evidências suficientes para mostrar que a suplementação de testosterona em homens transgênero parece criar paridade com a força e velocidade dos homens. Eles acreditam que há evidências de que a conformação óssea permanece e deve ser considerada em esportes onde a segurança é relevante.
Em setembro de 2021, o Grupo de Igualdade do Conselho Esportivo do Reino Unido emitiu novas orientações afirmando que, em sua visão, a inclusão trans e a "justiça competitiva" não podem coexistir nos esportes. O SCEG baseou suas orientações em 300 entrevistas sobre opiniões pessoais, realizadas em 54 esportes e 175 organizações, com apenas 20 dos entrevistados sendo pessoas trans.
Em abril de 2022, o primeiro-ministro Boris Johnson declarou que acreditava que mulheres transgênero não deveriam competir em esportes femininos. A secretária de cultura conservadora do Reino Unido, Nadine Dorries, reuniu-se com os chefes das entidades esportivas do Reino Unido em junho do mesmo ano e afirmou que "os esportes femininos de elite e competitivos devem ser reservados para pessoas nascidas do sexo feminino".
Em julho de 2022, o British Triathlon emitiu uma política geral proibindo quaisquer atletas não designados como femininos ao nascer com mais de 12 anos de competirem, exigindo que participassem de uma nova categoria "aberta". Isso reverteu uma política anterior de 2018 que permitia a inclusão trans após certos pré-requisitos hormonais serem cumpridos.
O diretor executivo do British Triathlon, Andy Salmon, foi relatado dizendo que não estava "ciente" de atletas trans de nível elite competindo em triatlos na Grã-Bretanha, mas não queria que o órgão regulador esperasse "que isso se tornasse um problema" antes de "tentar consertá-lo". Ainda naquele mês, tanto a Rugby Football League quanto a Rugby Football Union implementaram proibições semelhantes. Ambas as organizações descreveram isso como "uma abordagem cautelosa".
Em maio de 2023, o British Cycling baniu mulheres transgênero de participar de eventos competitivos na categoria feminina, afirmando: "Estudos de pesquisa indicam que, mesmo com a supressão de testosterona, mulheres transgênero que fazem a transição após a puberdade retêm uma vantagem de desempenho". O British Cycling explicou as diferentes políticas para eventos competitivos e não competitivos dizendo: "Os dois principais fatores para as duas políticas – na política competitiva, a justiça é absolutamente um fator determinante. Na política não competitiva, a inclusão é absolutamente o fator determinante".

### Nova Zelândia
O Sport New Zealand e o High Performance Sport New Zealand, agências governamentais que lideram a recreação ativa e o esporte em toda a Nova Zelândia, estão desenvolvendo princípios orientadores para a inclusão de participantes transgênero no esporte comunitário. Esta publicação orientará organizações de esporte e recreação em nível nacional a desenvolverem políticas dentro de seus respectivos códigos esportivos, abordando a inclusão transgênero no esporte comunitário, mas não no esporte de elite.
O New Zealand Rugby está revisando suas próprias diretrizes transgênero para o rúgbi comunitário de base em parceria com o Sport New Zealand, consultando as partes interessadas. Sua posição sobre o esporte de elite permanece consistente com a política de elegibilidade e participação transgênero da World Rugby para o rúgbi profissional.

### Austrália
Em junho de 2019, o Sport Australia [en] e a Comissão Australiana de Direitos Humanos [en] publicaram um relatório em conjunto com a Coalizão de Esportes Profissionais e de Participação Majoritária (COMPPS). O relatório é direcionado a organizações esportivas em todos os níveis, desde o esporte comunitário até o de elite, no contexto de promover um ambiente inclusivo para pessoas transgênero e de gênero diverso no esporte em todo o país. O COMPPS é composto por organizações membros na Austrália, incluindo: Australian Football League, Cricket Australia, Football Federation Australia, National Rugby League, Netball Australia, Rugby Australia e Tennis Australia.
O Rugby Australia lançou diretrizes que permitem a participação de transgêneros em competições comunitárias de rúgbi no nível amador, avaliadas caso a caso, mas permanecem alinhadas com a política da World Rugby para o rúgbi profissional.
Em agosto de 2019, o Cricket Australia lançou suas diretrizes para inclusão. As diretrizes visam promover um ambiente inclusivo para participantes de gênero diverso no críquete comunitário e permitem que os jogadores participem no gênero com o qual se identificam, em vez de seu sexo, sem exigir exames médicos.
Em termos de clubes esportivos de base, o programa australiano sem fins lucrativos de inclusão esportiva Pride In Sport mantém um diretório de clubes esportivos LGBTQ independentes na Austrália. Esta listagem publicou um número extenso de esportes com pelo menos um clube em cada um dos estados e territórios do país.

## Ensino secundário

### Austrália
Em julho de 2019, a Sport Australia publicou diretrizes sobre como tornar o esporte mais inclusivo para pessoas transgênero e de gênero diverso.

### Canadá
Os órgãos provinciais responsáveis pelos esportes no ensino secundário possuem políticas independentes sobre a participação de atletas transgênero ou não binários em equipes segregadas por sexo. Organizações como a Associação Atlética das Escolas de Alberta, a Associação Atlética das Escolas de Ensino Médio de Manitoba e a Esportes Escolares BC têm políticas que permitem a participação de estudantes-atletas transgênero de acordo com sua identidade de gênero.
Estudantes-atletas transgênero ou não binários que desejam competir em uma equipe consistente com sua identidade de gênero em Colúmbia Britânica devem apresentar uma solicitação ao Diretor Executivo da BC School Sports, sendo necessário fornecer uma declaração escrita tanto do estudante-atleta quanto do diretor de sua escola secundária confirmando sua identidade de gênero.

### Estados Unidos

Mapa das leis estaduais que proíbem atletas transgênero de competir sob sua identidade de gênero, em setembro de 2022:
Leis proíbem atletas trans de participar de esportes com base na identidade de gênero; aplicam classificação de gênero pelo sexo biológico registrado
Leis que proíbem atletas trans de participar de esportes sob sua identidade de gênero foram promulgadas, mas estão atualmente bloqueadas por ordem judicial

Não existem regras federais nos Estados Unidos para regulamentar a inclusão de crianças transgênero nos esportes. Os estados variam amplamente quanto à participação de crianças transgênero em esportes e ao uso de vestiários. Muitos estados tentaram imitar as regras da NCAA e do COI, que dependem de testes de níveis de testosterona para determinar quando uma mulher trans pode participar de competições esportivas femininas. Essas regras são mais difíceis de aplicar no ensino secundário devido à falta de recursos para testar os níveis de testosterona, e profissionais médicos frequentemente hesitam em prescrever hormônios a menores.
Um movimento anti-LGBT nos Estados Unidos emergente no início da década de 2020 tem advogado contra a permissão de crianças transgênero competirem em esportes sob sua identidade de gênero. Vinte e seis estados dos EUA proibiram pessoas transgênero de participarem de esportes sob sua identidade de gênero em diferentes capacidades. Esses estados incluem Texas, Arkansas, Flórida, Alabama, Oklahoma, Kentucky, Mississippi, Tennessee, Virgínia Ocidental, Carolina do Sul, Utah, Dakota do Sul, Montana, Iowa, Arizona, Idaho, Wyoming, Indiana, Louisiana, Kansas, Geórgia, Dakota do Norte, New Hampshire, Carolina do Norte, Alasca e Ohio. A aprovação de legislações contra jovens transgêneros resultou em um aumento de ligações para a Trans Lifeline [en], uma linha direta de crise de suicídio operada por e para pessoas transgênero. Algumas dessas proibições aplicam-se apenas a esportes escolares, e algumas afetam apenas mulheres transgênero, mas não homens transgênero. O Departamento de Educação dos Estados Unidos afirmou que estudantes transgênero estão protegidos pelo Título IX.
- Em Indiana, as escolas baseiam-se no sexo anatômico, exigindo cirurgia de redesignação de gênero para que atletas trans compitam conforme seu gênero identificado.[21]

- Nebraska criou um Comitê de Elegibilidade por Identidade de Gênero que decide caso a caso.[21]
- Texas, Alabama, Carolina do Norte, Kentucky,[158] Idaho e Flórida[159] exigem que atletas trans compitam com base no sexo atribuído ao nascer.[21]
- Em Alasca, Connecticut, Geórgia, Kansas, Pensilvânia e Wisconsin, cada distrito escolar toma sua própria decisão sobre como incluir atletas trans.[158]
- Maine concede aprovação para que os estudantes escolham em qual equipe desejam jogar, com base em segurança e justiça.[158]
- Nova Jersey e Novo México exigem que atletas trans apresentem evidências de que fizeram a transição ou estão em transição.[158]
- Missouri e Ohio exigem que os atletas passem por tratamento hormonal. Ohio requer tratamento por pelo menos um ano antes de competir.[158]
- Oregon permite que meninos e homens trans participem de equipes masculinas. Meninas e mulheres trans devem estar em terapia de reposição de estrogênio por pelo menos um ano.[158]
- Iowa permite que meninos e homens trans participem de equipes masculinas, mas proíbe meninas e mulheres trans de competir em equipes femininas.[160]
- Oklahoma exige que qualquer estudante participando de esportes apresente um affidavit autenticado de gênero atribuído ao nascer, sob pena de perjúrio.[161]

#### Hecox v. Little
Em março de 2020, o governador de Idaho, Brad Little, sancionou a "Lei da Justiça nos Esportes Femininos", também conhecida como Projeto de Lei 500. Essa legislação, a primeira do tipo nos Estados Unidos, proíbe atletas transgênero de competir em esportes contra atletas do outro sexo biológico. Em abril de 2020, a ACLU e a Legal Voice entraram com uma ação judicial, intitulada Hecox v. Little, argumentando que essa lei viola a Constituição dos EUA e o Título IX. Em 17 de agosto de 2020, o Tribunal Distrital dos Estados Unidos para o Distrito de Idaho emitiu uma injunção preliminar contra a lei enquanto aguarda julgamento, declarando em sua opinião que os demandantes "provavelmente terão sucesso em provar que a lei, como atualmente redigida, é inconstitucional". Em 17 de agosto de 2023, o Nono Circuito de Apelações manteve essa injunção.

#### Soule v. Connecticut Association of Schools
Após competições femininas no ensino médio serem vencidas pela estudante transgênero Andraya Yearwood em Connecticut, uma ação judicial foi movida contra a Associação de Escolas de Connecticut (CIAC) e vários conselhos escolares em um tribunal federal para tentar impedir a participação de atletas transgênero. O processo foi arquivado em abril de 2021 pelo tribunal distrital por ser considerado irrelevante, já que Yearwood e Miller haviam se formado e os demandantes provavelmente não competiriam com atletas transgênero na próxima temporada.
Em outubro de 2021, ícones dos esportes femininos como Billie Jean King, campeã da Copa do Mundo e cocapitã da Seleção Feminina de Futebol dos Estados Unidos, Megan Rapinoe, estrelas da WNBA, Brianna Turner, Layshia Clarendon [en], e mais de 150 atletas de esportes femininos manifestaram apoio aos atletas transgênero e apresentaram um amicus curiae na apelação do arquivamento do julgamento Soule v. CIAC, junto com a Associação Nacional de Jogadoras de Basquete Feminino [en] (WNBPA), Athlete Ally e a Fundação de Esportes Femininos [en], em apoio à CIAC e afirmando o arquivamento.
Em 16 de dezembro de 2022, um painel de três juízes do Tribunal de Apelações do Segundo Circuito decidiu contra os demandantes, citando a decisão de 2020 em Bostock v. Clayton County [en], na qual a Suprema Corte determinou que a discriminação contra funcionários transgênero viola o Título VII da Lei dos Direitos Civis de 1964.

#### D.N. v. DeSantis
Em 1º de junho de 2021, o governador da Flórida, Ron DeSantis [en], sancionou a "Lei da Justiça nos Esportes Femininos [en]", que proíbe atletas transgênero em escolas secundárias públicas e faculdades de competir em equipes esportivas femininas. Em 29 de junho de 2021, D.N., nascido do sexo masculino mas identificado como feminino, então com 13 anos, apresentou uma queixa ao Tribunal Distrital dos Estados Unidos para o Distrito Sul da Flórida, contestando a lei. Segundo a queixa, D.N. jogava futebol na equipe feminina do ensino médio e pretendia jogar na equipe feminina do ensino secundário. Em 6 de novembro de 2023, o tribunal manteve a lei da Flórida.
O tribunal decidiu que a lei não viola a cláusula de proteção igual da Constituição dos EUA e rejeitou a alegação de D.N. de que a lei infringe o Título IX, que proíbe discriminação com base no sexo em programas educacionais que recebem fundos federais. O tribunal citou Adams ex rel. Kasper v. School Board of St. Johns County, Florida, uma decisão de 2022 do Tribunal de Apelações do Décimo Primeiro Circuito dos EUA, que manteve a lei de banheiros transgênero [en] da Flórida e determinou que a referência do Título IX a "sexo" não inclui "identidade de gênero". O tribunal concedeu a D.N. permissão para apresentar uma queixa amendada.

#### Mudança de regra da administração Biden
Em abril de 2023, a administração Biden propôs uma mudança na regra do Título IX que declararia as proibições gerais "tamanho único" de atletas trans em equipes consistentes com seus gêneros como uma violação do Título IX, mas autorizaria tais proibições se feitas por várias razões, incluindo "justiça na competição". De acordo com a proposta, isso provavelmente significaria que proibições aplicadas a estudantes do ensino fundamental seriam proibidas, mas proibições a estudantes do ensino médio e universitário seriam autorizadas sob o Título IX.
Após dois adiamentos, as mudanças finais no Título IX foram publicadas em abril de 2024. As novas mudanças consolidaram proteções para estudantes LGBT sob a lei federal e reverteram várias políticas da era Trump que ditavam como as escolas deveriam responder a casos de suposta má conduta sexual em escolas de ensino fundamental e médio e campi universitários. Elas também ampliaram efetivamente o escopo do Título IX ao estender o alcance da lei para proibir discriminação e assédio com base em orientação sexual e identidade de gênero, além de expandir a gama de queixas de assédio sexual que as escolas serão responsáveis por investigar. No entanto, não declarou explicitamente que as escolas estão proibidas de banir mulheres transgênero de competir em esportes femininos. Em resposta a essas novas mudanças, mais de 20 estados liderados por republicanos processaram a administração Biden e se recusaram a seguir as novas regras. Em junho de 2024, um juiz bloqueou temporariamente as mudanças propostas pelo presidente Biden na interpretação do Título IX no Texas. Poucos dias depois, outro juiz emitiu uma injunção temporária bloqueando as regras em Idaho, Louisiana, Mississippi e Montana. Na semana seguinte, um juiz bloqueou temporariamente a lei em Tennessee, Kentucky, Ohio, Indiana, Virgínia e Virgínia Ocidental.
Em 2 de julho de 2024, um juiz federal bloqueou temporariamente a lei em Kansas, Alasca, Utah e Wyoming. Essa decisão também impede que a regra entre em vigor em escolas em Stillwater, Oklahoma, cidade natal de um estudante do ensino médio que se juntou ao processo, bem como em quaisquer escolas frequentadas por membros da Young America's Foundation [en] e filhos de membros do Moms for Liberty [en] — dois grupos conservadores nacionais que aderiram ao processo. Em 17 de julho de 2024, os Quinto e Sexto Circuitos mantiveram dois dos bloqueios. Em 26 de julho de 2024, um tribunal federal bloqueou temporariamente a regra em Iowa, Arkansas, Missouri, Nebraska, Dakota do Norte e Dakota do Sul. Em 1º de agosto de 2024, a regra entrou em vigor em todos os estados que não a haviam bloqueado.
Em 16 de agosto de 2024, a Suprema Corte, em uma decisão por 5 a 4, negou um pedido emergencial da administração Biden para restabelecer a lei enquanto as batalhas legais continuam nos tribunais inferiores. A decisão não abordou o mérito dos processos ou se as novas regras eram constitucionais.
Em 9 de janeiro de 2025, o juiz do tribunal distrital dos EUA Danny C. Reeves anulou as proteções expandidas da administração Biden em nível nacional, em resposta ao processo movido pelos estados de Tennessee, Kentucky, Indiana, Ohio, Virgínia e Virgínia Ocidental.

#### Decreto executivo da segunda administração Trump
Em 5 de fevereiro de 2025, Donald Trump assinou um decreto executivo intitulado "Mantendo Homens Fora dos Esportes Femininos [en]", que orienta as agências federais e os procuradores-gerais estaduais a enforcing imediatamente a proibição de meninas e mulheres transgênero de participarem de esportes femininos.

## Educação pós-secundária

### Canadá
Em setembro de 2018, a U Sports, entidade responsável pela gestão do atletismo intercolegial e universitário no Canadá, divulgou uma política que aborda a elegibilidade e as melhores práticas para a inclusão de estudantes-atletas transgênero em suas instituições membros. Sob essa nova política, os estudantes-atletas da U Sports podem competir de acordo com sua identidade de gênero ou sexo atribuído ao nascer, desde que cumpram os requisitos do Programa Canadense Antidoping. Os estudantes-atletas transgênero, assim como os demais atletas da U Sports, têm cinco anos de elegibilidade para competir e só podem representar um gênero de equipe esportiva por ano escolar.

### Reino Unido
Nos termos da Lei da Igualdade de 2010 [en], a discriminação com base no sexo ou na redesignação de gênero é ilegal, mas certas atividades esportivas podem ser isentas se a participação de atletas transgênero colocar os atletas cisgênero em desvantagem injusta ou representar risco à segurança de outros. A Comissão de Igualdade e Direitos Humanos do Reino Unido alerta que "limitar ou modificar o acesso, ou excluir uma pessoa trans, do serviço separado ou de sexo único do gênero com o qual ela se apresenta será ilegal se não for possível demonstrar que tal ação é um meio proporcional de alcançar um objetivo legítimo. Isso se aplica independentemente de a pessoa possuir ou não um Certificado de Reconhecimento de Gênero".

### Estados Unidos
Em agosto de 2011, o Escritório de Inclusão da Associação Nacional de Atletismo Universitário (NCAA) publicou o recurso "Inclusão de Estudantes-Atletas Transgênero na NCAA", delineando suas melhores práticas e políticas para a inclusão de estudantes-atletas transgênero. Essa política permite que atletas transgênero que não estejam utilizando terapia hormonal continuem a participar da equipe correspondente ao seu sexo atribuído ao nascer. Um estudante-atleta homem trans pode participar de uma equipe masculina ou feminina, a menos que esteja recebendo testosterona, caso em que só pode competir em uma equipe masculina; atletas que recebem doses de testosterona como parte de sua transição devem solicitar uma isenção médica através da liga, pois a testosterona é considerada uma substância proibida pela NCAA. Uma estudante-atleta mulher trans não tem permissão para competir em uma equipe feminina até após um ano de tratamento de supressão de testosterona. É exigido monitoramento contínuo do tratamento e documentação escrita para estudantes-atletas submetidos à supressão de testosterona.
Em dezembro de 2024, o Procurador-Geral do Texas, Ken Paxton, processou a NCAA, argumentando que permitir que mulheres trans competissem em eventos esportivos femininos era "falso, enganoso e misleading" para os espectadores.
Em 5 de fevereiro de 2025, Donald Trump assinou um decreto executivo intitulado "Mantendo Homens Fora dos Esportes Femininos", que orienta as agências federais e os procuradores-gerais estaduais a enforcing imediatamente a proibição de meninas e mulheres transgênero de participarem de esportes femininos.
Em 6 de fevereiro de 2025, a NCAA alterou sua política para limitar as competições universitárias em esportes femininos a atletas que foram designadas mulheres ao nascer, com efeito imediato.

### Nova Zelândia
A University and Tertiary Sport New Zealand (UTSNZ) possui uma política de inclusão própria que abrange atletas transgênero e de gênero diverso nos esportes. A política permite que atletas transgênero compitam na categoria esportiva alinhada à sua identidade de gênero. Mulheres transgênero podem participar de competições masculinas da UTSNZ. Se uma mulher transgênero tiver passado por supressão de testosterona por 12 meses, ela também poderá competir em competições femininas. Da mesma forma, homens transgênero são elegíveis para participar de competições masculinas ou femininas (mas não em ambas as categorias dentro de uma mesma temporada), desde que não estejam em tratamento hormonal para transição de gênero. Para homens transgênero que receberam tratamento hormonal com testosterona relacionado à transição de gênero, eles não podem mais participar de competições femininas, mas ainda podem competir em competições masculinas.

## Opinião pública

### Austrália
Em 2021, uma pesquisa realizada pela Binary Australia, uma organização que se opõe à participação de mulheres trans em esportes femininos, revelou que 67,3% dos australianos eram contra permitir que mulheres trans competissem contra mulheres cisgênero. A pesquisa mostrou que apenas a maioria dos eleitores dos Verdes (52,1%) era favorável, enquanto a maioria dos eleitores do Trabalhista (62,9%), dos Liberais (78,3%), do Nacional (79,4%) e do  Uma Nação (81,1%) era contrária.

### Canadá
Em uma pesquisa realizada em 2021 no Canadá, 62% dos canadenses consideraram "injusto" permitir que atletas transgênero participassem de esportes femininos, enquanto 15% acharam "justo".

### Estados Unidos
Uma pesquisa da Gallup de 2021 mostrou que 62% dos americanos se opunham a pessoas competindo em equipes que correspondiam à sua identidade de gênero em vez de seu sexo de nascimento. Uma pesquisa da Gallup de 2023 constatou que esse percentual aumentou para 69%.
Uma pesquisa de 2021 da PBS/NPR/Marist descobriu que 67% dos americanos, incluindo 66% dos republicanos, se opunham a legislações que proibiriam estudantes-atletas transgênero de se juntarem a equipes esportivas que correspondessem à sua identidade de gênero.
Uma pesquisa de 2022 do The Washington Post revelou que 58% dos americanos eram contra permitir que mulheres transgênero competissem com outras mulheres em esportes universitários e profissionais.
Uma pesquisa de 2023 conduzida pela Gallup constatou que 69% dos adultos dos EUA acreditam que atletas transgênero só deveriam competir em equipes esportivas correspondentes aos sexos atribuídos ao nascer.
Uma pesquisa de 2024 da GLAAD descobriu que mais da metade dos eleitores registrados e prováveis entrevistados disse que não apoiaria um candidato que "fala frequentemente sobre restringir o acesso a cuidados de saúde e participação em esportes para jovens transgênero".
Em janeiro de 2025, uma pesquisa do New York Times/Ipsos mostrou que 79% dos entrevistados apoiavam uma proibição de atletas transgênero em esportes femininos.

## Atletas trans notáveis

### Homens trans
- Kye Allums, basquete;[216]
- Schuyler Bailar [en], natação;[217]
- Hergie Bacyadan [en], boxe, Wushu e vovinam;[218]
- Mack Beggs, luta livre;[219]
- Harrison Browne [en], hóquei no gelo;[220]
- Balian Buschbaum,[221] salto com vara
- Willy De Bruyn, ciclismo;[222]
- Keelin Godsey, lançamento de martelo;[223]
- Iszac Henig, natação[224][225]
- Zdeněk Koubek, atletismo;[226]
- Andreas Krieger, arremesso de peso[227]
- Patricio Manuel [en], boxe;[228]
- Chris Mosier [en], triatlo e duatlo;[229][230]

### Mulheres trans
- Tifanny Abreu, voleibol;[231]
- Mianne Bagger [en], golfe;[232]
- Savannah Burton, dodgeball[233][234]
- Parinya Charoenphol, boxe tailandês;[235]
- Roberta Cowell, automobilismo;[236]
- Michelle Duff, corrida de motocicleta;[237]
- Michelle Dumaresq, ciclismo de montanha downhill;[238]
- Fallon Fox [en], artes marciais mistas;[239]
- Natalie van Gogh, ciclismo;[240][241]
- Laurel Hubbard, levantamento de peso;[242]
- Veronica Ivy, ciclismo;[243][244]
- Lauren Jeska, corrida de montanha;[245]
- Janae Kroc [en], levantamento de peso básico;[246]
- Bobbi Lancaster, golfe;[247]
- Charlie Christina Martin, automobilismo[248]
- Danielle McGahey, críquete;[249]
- Cate McGregor, críquete;[250]
- Hannah Mouncey [en], handebol e futebol australiano;[251]
- Valentina Petrillo [en], corrida de velocidade paralímpica;[252]
- Apayauq Reitan, Iditarod;[253]
- Renée Richards, tênis;[254][255]
- Nyla Rose, luta profissional;[256][257]
- Cece Telfer [en], atletismo;[223]
- Lia Thomas [en], natação;[258][259][260]
- Andraya Yearwood, atletismo (ensino médio);[261]

### Atletas não-binários
- Timothy LeDuc, patinação artística;[262]
- Robyn Lambird [en], corrida em cadeira de rodas;[263]
- Max the Impaler [en], luta profissional;[264]
- Quinn, futebol;[45]
- Alana Smith, skate;[51]
- Maria Strong, arremesso de peso sentado paralímpico;[265]

## Leituras adicionais
- Buzivis, Erin. «Hormone Check: Critique of Olympic Rules on Sex and Gender» [Verificação de Hormônios: Crítica às regras olímpicas sobre sexo e gênero]. WISCONSIN JOURNAL OF LAW, GENDER & SOCIETY (em inglês). 31 (1): 30-56. Consultado em 2 de abril de 2025
- Buzivis, Erin. «Transgender Student-Athletes and Sex-Segregated Sport: Developing Policies of Inclusion for Intercollegiate and Interscholastic Athletics» [Estudantes-atletas transgêneros e esportes segregados por sexo: Desenvolvendo Políticas de Inclusão para Atletismo Intercolegial e Interescolar]. Western New England University School of Law Legal Studies Research Paper (em inglês) (11). Consultado em 2 de abril de 2025
- Buzivis, Erin (2012). «Including Transgender Athletes in Sex-Segregated Sport» [Inclusão de atletas transgêneros em esportes segregados por sexo]. Sexual orientation and gender identity in sport: Essays from activists, coaches, and scholars (em inglês). Consultado em 2 de abril de 2025